# دبیرستان رانچو کامپانا
دبیرستان رانچو کامپانا یک دبیرستان کامل آکادمی ۸۰۰ دانش آموز برای کلاس‌های ۹–۱۲ است که در سال ۲۰۱۵ ساخته شده‌است. این دبیرستان در کاماریلو، کالیفرنیا قرار گرفته‌است که قسمتی از بخش دبیرستان اتحادیه اکسنارد می‌باشد. ۲۸-جریب-فرنگی سایت (۱۱-هکتار) آموزش عمومی را برای جوامع کاماریلو و سومیس فراهم می‌نمود.
دبیرستان دانش‌آموزان را در سال نخست به سه آکادمی تقسیم می‌کند: آکادمی مهندسی، آکادمی هنر و مهندسی و سرگرمی، و آکادمی علوم پزشکی. هر آکادمی شرایط ویژه دوره، سفرهای میادینی، فرصت‌های آموزشی و شغلی را آمده می‌کند. به دلیل فضای کم در پردیس نوین و همچنین محدودیت منبع‌ها و فناوری، هر ساله ۲۰۰ دانشجوی سال نخست از راه قرعه کشی تعیین می‌شوند.
نخستین کلاس فارغ‌التحصیلی در ماه ژوئن ۲۰۱۸ بود که کل ۱۳۰ دانش آموز کلاس ارشد فارغ‌التحصیل شدند. 
این مدرسه در سال ۲۰۱۸ بودجه ای را برای به روز رسانی ابزارها و غابلیت‌ها از راه یک معیار برگه‌های قرضه محلی کسب کرد. این مدرسه همچنین بودجه ای برای افزایش ظرفیت دانش آموزی مدرسه با ۹ کلاس درس قابل جابجایی کسب کرد.